# Llista de monuments de Vic
Llista de monuments de Vic inclosos en l'Inventari del Patrimoni Arquitectònic Català pel municipi de Vic (Osona). Inclou els inscrits en el Registre de Béns Culturals d'Interès Nacional (BCIN) amb la classificació de monuments històrics, els Béns Culturals d'Interès Local (BCIL) de caràcter immoble i la resta de béns arquitectònics integrants del patrimoni cultural català.
A causa de l'extensió dels elements inventariats, la llista se subdivideix en dues àrees:
- Llista de monuments de Vic (nucli), pel nucli antic comprès entre les Rambles.
- Llista de monuments de Vic (perifèria), fora del nucli antic.